# Samuel von Pufendorf
Samuel Pufendorf (Dorfchemnitz, 8 de janeiro de 1632 – Berlim, 26 de outubro de 1694) foi um jurista alemão. Ao tornar-se nobre, quando foi elevado a barão, poucos meses antes da sua morte em 1684, o seu nome passou a ser Samuel von Pufendorf. Foi um dos expoentes da corrente jusnaturalista e criou o transpersonalismo, tendo os seus escritos influenciado de forma duradoura o ensino do Direito na maior parte da Europa, com destaque para os países de tradição católica, entre os quais Portugal, onde as suas obras foram adoptadas como manuais na Universidade de Coimbra.

## Biografia
No campo do Direito Público, Pufendorf ensina que a vontade do Estado é a soma das vontades individuais que o constituem e que tal associação explica o Estado. Nesta concepção a priori, Pufendorf demonstra ser um precursor de Jean-Jacques Rousseau e do "contrato social".
Pufendorf defende a noção de que o direito internacional não está restrito à cristandade, mas constitui um elo comum a todas as nações, pois todas elas formam a humanidade.
Pufendorf é um teórico da guerra justa.
As suas obras são adotadas em muitas cadeiras de Direito Natural, mas a leitura do Direito Natural procura destacá-lo daquilo que é em geral a Ética, assumindo que a construção de um sistema de Direito Natural é diferente  da construção de uma ética.
A concepção de Estado é também inovadora para a época: visão na sua relação com a sociedade, que mais tarde é classificada como transpersonalismo.
A visão transpersonalista traz que o Estado é um ente moral. Processo de divisão entre Estado e as pessoas que corporalizam esse Estado — pessoa física do soberano. Isto, porque, até aqui, falar de Estado e de soberano era a mesma coisa. Portanto, aqui o Estado é separado das pessoas físicas.
Outra novidade igualmente importante diz respeito à soberania; Pufendorf subscreve a ideia de que a soberania não se cria na sociedade, não é criada por ninguém; quando muito, institui-se.
Ideia de que o Estado é muito mais, e, sobretudo, distinto da soma das vontades individuais, isto é, mesmo numa perspectiva do Estado com base em contrato social, o que emerge desse acordo de vontades é mais do que a soma dessas vontades.

## Obras mais notáveis

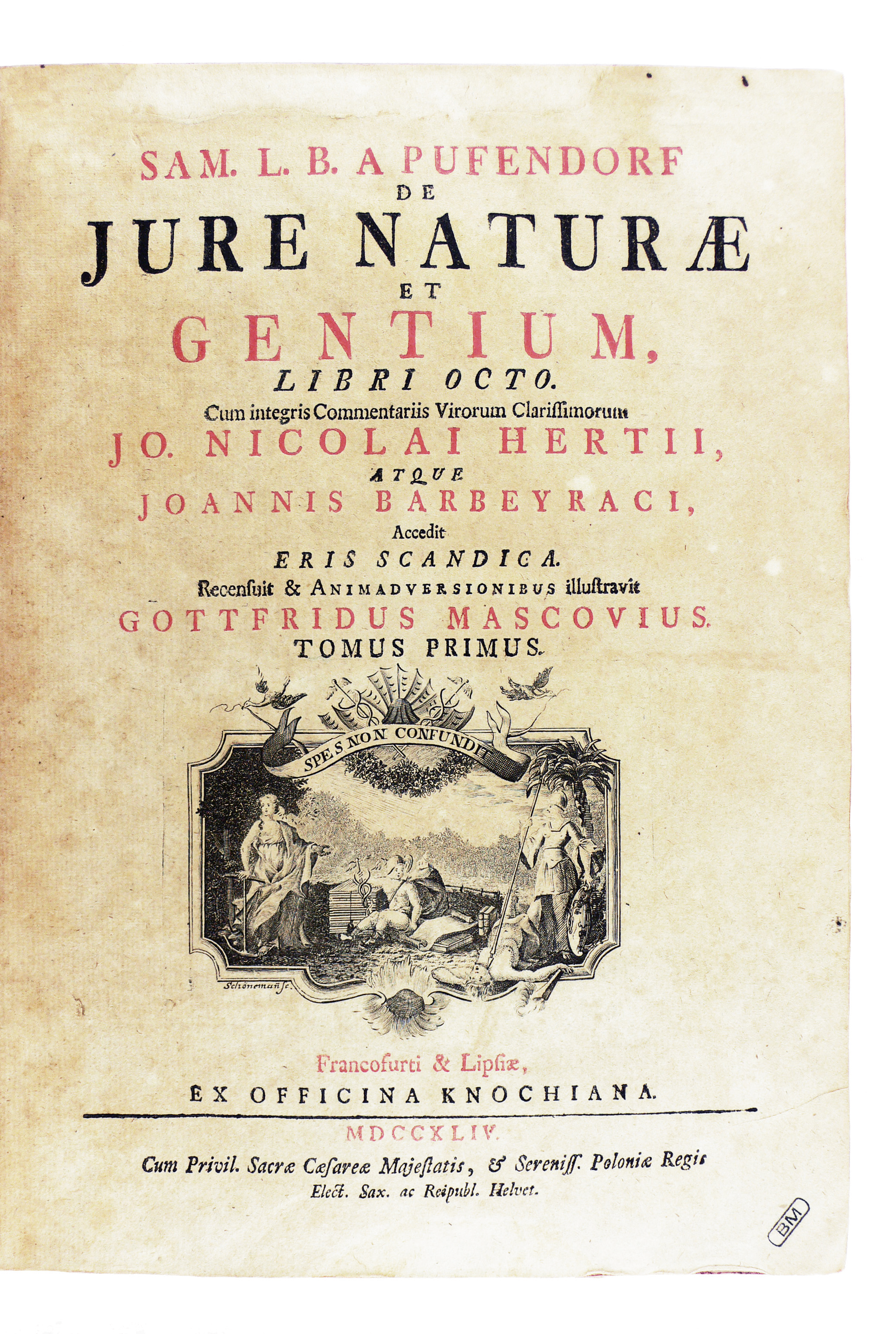
De jure naturae et gentium, 1744).

- De iure naturae et gentium libri octo (1672), deutsch: Acht Bücher vom Natur- und Völcker-Rechte / mit des ... Johann Nicolai Hertii, Johann Barbeyrac u. a. hochgelehrten Männern außerlesenen Anm. erl. u. in die teutsche Sprach übers.  Knochen, Franckfurt a.M 1711. (Nachdruck: Olms, Hildesheim 2001) Digitalisierte Ausgabe der Universitäts- und Landesbibliothek Düsseldorf
- De officio hominis et civis prout ipsi praescribuntur lege naturali, 1673 (Nachdruck: Hein, Buffalo NY 1995)
- De statu imperii germanici ad Laelium fratrem, dominum Trezolani, liber unus, Genf (Den Haag) 1667 (veröffentlicht unter dem Pseudonym „Severini de Monzambano Veronensis“, deutsche Übersetzung von Harry Breslau bei Wikisource)
- Elementorum Iurisprudentiae Universalis Libri Duo, Jena 1660 (Nachdruck: Hein, Buffalo NY 1995)
- Einleitung zu der Historie der vornehmsten Reiche und Staaten, so itziger Zeit in Europa sich befinden, Frankfurt am Main 1684 (Digitalisat der Ausgabe 1695)
- Commentariorum De Rebus Suecicis ab Expeditione Gustavi Adolphi in Germaniam ad Abdicationem usque Christinae, 1686
- Über die Natur und Eigenschaft der christlichen Religion und Kirche in Ansehung des bürgerlichen Lebens und Staats, 1687
- De Rebus Gestis Friderici Wilhelmi Magni Electoris Brandenburgici Commentariorum Libri Novendecim, postum 1695
- Sieben Bücher von denen Thaten Carl Gustavs Königs in Schweden: Mit vortrefflichen Kupffern ausgezieret und mit nöthigen Registern versehen..., Riegel, Nürnberg, postum 1697